# Mistrovství světa v zápasu ve volném stylu 2011
Mistrovství světa v zápase ve volném stylu 2011 se uskutečnilo v tureckém Istanbulu od 12. do 18. září 2011. 

## Výsledky

### Volný styl muži
| Kategorie | Zlato            | Stříbro           | Bronz                 | Bronz               |
| --------- | ---------------- | ----------------- | --------------------- | ------------------- |
| 55 kg     | Viktor Lebeděv   | Radoslav Velikov  | Daulet Niyazbekov     | Hasan Rahímí        |
| 60 kg     | Besik Kuduchov   | Franklin Gómez    | Kenichi Yumoto        | Dauren Zhumagaziyev |
| 66 kg     | Mahdí Tagáví     | Tacuhiro Jonemicu | Džabrajil Hasanov     | Liván López         |
| 74 kg     | Jordan Burroughs | Sádeg Gúdarzí     | Ašraf Alijev          | Davit Chucišvili    |
| 84 kg     | Šarif Šarifov    | Ibragim Aldatov   | Davit Marsagišvili    | Albert Saritov      |
| 96 kg     | Rezá Jazdání     | Serhat Balcı      | Ruslan Šejchov        | Jake Varner         |
| 120 kg    | Alexej Šemarov   | Bilal Machov      | Džamaladdin Magomedov | Davit Modzmanašvili |

### Volný styl ženy
| Kategorie | Zlato             | Stříbro                   | Bronz                  | Bronz                 |
| --------- | ----------------- | ------------------------- | ---------------------- | --------------------- |
| 48 kg     | Hitomi Obaraová   | Marija Stadnyková         | Zhao Shasha            | Žuldyz Ešimovová      |
| 51 kg     | Zamira Rakhmanova | Davaasükhiin Otgontsetseg | Patimat Bagomedova     | Jessica MacDonald     |
| 55 kg     | Saori Jošidaová   | Tonya Verbeeková          | Tetjana Lazarevová     | Ida-Theres Nerell     |
| 59 kg     | Hanna Vasylenko   | Sofia Mattssonová         | Takako Saito           | Sona Ahmadli          |
| 63 kg     | Kaori Ičová       | Marianna Sastinová        | Ochirbatyn Nasanburmaa | Jing Ruixue           |
| 67 kg     | Xiluo Zhuoma      | Banzragchiin Oyuunsüren   | Yoshiko Inoue          | Adeline Gray          |
| 72 kg     | Stanka Zlatevová  | Jekatěrina Bukinová       | Ali Bernard            | Vasilisa Marzaljuková |

## Týmové hodnocení
| Pořadí | Muži volný styl | Muži volný styl | Ženy volný styl | Ženy volný styl |
| Pořadí | Tým             | Body            | Tým             | Body            |
| ------ | --------------- | --------------- | --------------- | --------------- |
| 1      | Rusko           | 43              | Japonsko        | 52              |
| 2      | Írán            | 41              | Kanada          | 33              |
| 3      | USA             | 38              | Mongolsko       | 32              |
| 4      | Ázerbájdžán     | 37              | USA             | 32              |
| 5      | Gruzie          | 34              | Rusko           | 31              |
| 6      | Kazachstán      | 29              | Ázerbájdžán     | 31              |
| 7      | Japonsko        | 23              | Čína            | 29              |
| 8      | Bělorusko       | 22              | Ukrajina        | 28              |
| 9      | Bulharsko       | 15              | Švédsko         | 17              |
| 10     | Turecko         | 13              | Bělorusko       | 16              |